# Frank A. Perret
Frank Alvord Perret (* 2. August 1867 in Philadelphia; † 12. Januar 1943 in New York City) war ein US-amerikanischer Unternehmer, Erfinder und Vulkanologe, der besonders mit seinen Forschungen zum Vesuv, zum Kilauea sowie zur Montagne Pelée auf sich aufmerksam machte.

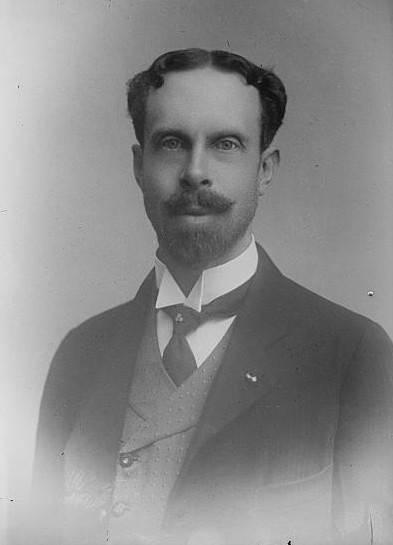
Frank A. Perret (1909)

## Leben
Perret studierte am Polytechnic Institute of New York University Physik und erhielt anschließend eine Anstellung in den Laboren von Thomas Alva Edison in der Lower East Side, wo er an der Entwicklung von Motoren und Dynamos mitwirkte. 1886 gründete er mit John A. Barret die Elektron Manufacturing Company, eine kleine Firma, die elektronische Geräte konzipierte und produzierte. Sein Partner verließ das Projekt jedoch sehr rasch wieder, um der Weiterentwicklung seiner patentierten Batterie nachzugehen. Frank A. Perret vertiefte sich in die Entwicklung der Theorie der elektromotorischen Gegenkraft (en.: counter-electromotive force, CEMF). Die nötige Energie bezog er aus Gleichstrommotoren und erfand den Perret electric motor. Im Jahre 1889 engagierte Perret Elihu H. Cutler, der sich um die Expansion des Unternehmens kümmern sollte, und schon bald überstieg die Nachfrage die Produktionskapazitäten, so dass eine weitere Fabrik in Springfield in Massachusetts errichtet wurde. Um 1900 reiste Perret zur Verbesserung seiner Gesundheit nach Italien, wo er den Direktor des vulkanologischen Labors im Regierungsobservatorium am Vesuv, R. V. Matteucci, traf. Es ist davon auszugehen, dass dieser ihn in die Vulkanologie einführte und für diese zu interessieren begann. Auf Grund anhaltender gesundheitlicher Probleme verließ er 1904 sein Unternehmen, dessen Aufzugproduktion 1906 von der Otis Elevator Company übernommen wurde.
Ebenfalls 1906 beobachtete er gemeinsam mit Matteucci eine Eruption des Vesuv, dessen Erforschung er sich bis 1921 widmen sollte. In einem 1950 erschienenen Nachruf auf Perret attestierte ihm Mildred Giblin, seine Monographie über den Vesuv sei „der anschaulichste und vollständigste Bericht, der jemals über einen Vulkanausbruch und seine Nachwirkungen veröffentlicht“ worden sei. Bis zum Ende des ersten Jahrzehnts des 20. Jahrhunderts bereiste Perret auch den Kilauea, den Stromboli, den Ätna, den Teide sowie den Sakurajima. 1909 beschlossen er, der Geophysikerer Thomas A. Jagar vom Massachusetts Institute of Technology und Reginald A. Daly von der Harvard University, am Kilauea eine permanente Überwachungsstation einzurichten. Dieser Plan wurde 1911 am Rande des Kraters Halemaʻumaʻu umgesetzt. Die Station war der Vorläufer des im Folgejahr erbauten Hawaiian Volcano Observatory und im Januar 1912 begann Perret seine Forschungen am Kilauea. Als die Montagne Pelée auf der französischen Karibikinsel Martinique 1929 – 27 Jahre nach dem verheerenden Ausbruch mit schätzungsweise 40.000 Toten – wieder aktiv wurde, war Perret als einer der ersten Wissenschaftler vor Ort. In den drei Jahren vulkanischer Tätigkeit bis 1932 führte er zahllose Untersuchungen durch und errichtete 1931 auf dem Morne Lénard über dem Tal des Rivière Blanche eine kleine Beobachtungshütte als erste feste Station am Berg. Perret blieb insgesamt mehr oder weniger durchgehend etwa zehn Jahre auf der Insel. In der Bevölkerung war er äußerst beliebt und schenkte der Stadt Saint-Pierre 1932 das vulkanologische Museum, das seinen Vorstellungen nach sowohl erinnern als auch aufklären soll. Heutzutage trägt es ihm zu Ehren seinen Namen.
1940 kehrte Frank A. Perret in die Vereinigten Staaten zurück und schrieb an mehreren Büchern, die er jedoch zum Großteil nicht mehr veröffentlichen konnte. Er starb im Alter von 76 Jahren.

## Zitat
„Die wissenschaftlichen Beiträge von Mr. Perret sind dahingehend einzigartig, dass kein anderer Vulkanologe die Zeit und Möglichkeit hatte, derart umfassende und vielfältige Beobachtungen an so vielen Typen aktiver Vulkane durchzuführen. Er war ein wagemutiger und scharfsinniger Forscher, unermüdlich in seinem Streben nach Informationen. Er war ein geschickter und anspruchsvoller Fotograf und seine Publikationen sind großzügig bebildert mit ausgezeichneten, malerischen Aufnahmen.“

## Schriften
- The lava fountains of Kilauea in American Journal of Science, Nr. 4, 1913, Seiten 139–148
- The circulatory system in the Halemaumau lava lake during the summer of 1911 in American Journal of Science, Nr. 4, 1913, Seiten 337–349
- Volcanic research at Kilauea in the summer of 1911 in American Journal of Science, Nr. 4, 1913, Seiten 475–488
- The Eruption of Mont Pelee 1929 – 1932. Carnegie Institution of Washington, Publikation 458, Washington, D.C., 1935
- What to expect of a volcano in Natural History, Nr. 2, 1937, Seiten 99–105
- (mit Mildred Giblin): Artikel im Bulletin of Volcanology, 1950, Seiten 191–195
- Volcanological Observations, Carnegie Institution of Washington, Publikation 549, Washington, D.C., 1950